# آمادور سیتی (کالیفرنیا)
آمادور سیتی (به انگلیسی: Amador City) شهری در شهرستان آمادور ایالت کالیفرنیا است که در سرشماری سال ۲۰۱۰ میلادی، ۱۸۵ نفر جمعیت داشته است.